# Daniel Jesús Martín Gil
Daniel Jesús Martín Gil (Las Palmas de Gran Canaria, 31 maggio 1997) è un calciatore spagnolo, difensore del Černo More Varna.

## Carriera

### Club
Il 9 febbraio 2024 viene acquistato a titolo definitivo dalla squadra bulgara del Černo More Varna.

## Statistiche

### Presenze e reti nei club
Statistiche aggiornate al 19 luglio 2025.
| Stagione                   | Squadra                    | Campionato                 | Campionato | Campionato | Coppe nazionali | Coppe nazionali | Coppe nazionali | Coppe continentali | Coppe continentali | Coppe continentali | Altre coppe | Altre coppe | Altre coppe | Totale | Totale |
| Stagione                   | Squadra                    | Comp                       | Pres       | Reti       | Comp            | Pres            | Reti            | Comp               | Pres               | Reti               | Comp        | Pres        | Reti        | Pres   | Reti   |
| -------------------------- | -------------------------- | -------------------------- | ---------- | ---------- | --------------- | --------------- | --------------- | ------------------ | ------------------ | ------------------ | ----------- | ----------- | ----------- | ------ | ------ |
| 2017-2018                  | Las Palmas Atlético        | SDB                        | 2          | 0          | -               | -               | -               | -                  | -                  | -                  | -           | -           | -           | 2      | 0      |
| 2018-2019                  | Las Palmas Atlético        | SDB                        | 14         | 0          | -               | -               | -               | -                  | -                  | -                  | -           | -           | -           | 14     | 0      |
| 2019-2020                  | Las Palmas Atlético        | SDB                        | 26         | 0          | -               | -               | -               | -                  | -                  | -                  | -           | -           | -           | 26     | 0      |
| 2020-2021                  | Las Palmas Atlético        | SDB                        | 22         | 0          | -               | -               | -               | -                  | -                  | -                  | -           | -           | -           | 22     | 0      |
| Totale Las Palmas Atlético | Totale Las Palmas Atlético | Totale Las Palmas Atlético | 64         | 0          |                 | -               | -               |                    | -                  | -                  |             | -           | -           | 64     | 0      |
| nov. 2019                  | Las Palmas                 | SD                         | 1          | 0          | CR              | 1               | 0               | -                  | -                  | -                  | -           | -           | -           | 2      | 0      |
| 2021-2022                  | Calvo Sotelo               | SDR                        | 28         | 2          | CR              | 1               | 0               | -                  | -                  | -                  | -           | -           | -           | 29     | 2      |
| 2022-2023                  | Melilla                    | SF                         | 31         | 1          | -               | -               | -               | -                  | -                  | -                  | -           | -           | -           | 31     | 1      |
| 2023-feb. 2024             | Melilla                    | PF                         | 17         | 1          | CR              | 2               | 0               | -                  | -                  | -                  | -           | -           | -           | 19     | 1      |
| Totale Melilla             | Totale Melilla             | Totale Melilla             | 48         | 2          |                 | 2               | 0               |                    | -                  | -                  |             | -           | -           | 50     | 2      |
| feb.-giu. 2024             | Černo More Varna           | PL                         | 11         | 2          | CB              | 0               | 0               | -                  | -                  | -                  | -           | -           | -           | 11     | 2      |
| 2024-2025                  | Černo More Varna           | PL                         | 27         | 1          | CB              | 2               | 0               | UECL               | 1                  | 0                  | -           | -           | -           | 30     | 1      |
| 2025-2026                  | Černo More Varna           | PL                         | 1          | 0          | CB              | 0               | 0               | UECL               | 0                  | 0                  | -           | -           | -           | 1      | 0      |
| Totale Černo More Varna    | Totale Černo More Varna    | Totale Černo More Varna    | 39         | 3          |                 | 2               | 0               |                    | 1                  | 0                  |             | -           | -           | 42     | 3      |
| Totale carriera            | Totale carriera            | Totale carriera            | 180        | 7          |                 | 6               | 0               |                    | 1                  | 0                  |             | -           | -           | 187    | 7      |